# Австралійська група

Країни Австралійської групи

Австралійська група — міжнародна організація, яка формує керівні принципи контролю за міжнародними передачами товарів військового призначення та подвійного використання (міжнародний режим експортного контролю).
Була створена у 1985 році для здійснення країнами-учасницями однакових правил щодо контролю за експортом над товарами, що можуть бути використані для створення хімічної чи біологічної зброї. Держави-учасниці взяли на себе політичні зобов'язання забезпечити національний контроль над експортом зазначеної продукції. З 1997 року Україна на національному рівні впровадила правила та списки, рекомендовані цим режимом, а в квітні 2005 року набула членства.

## Історія
Австралійська група була створена як неформальне об'єднання держав у 1985 році, коли світова спільнота висловила занепокоєння з приводу використання хімічної зброї під час ірано-іракської війни 1980—1988 років, для здійснення державами-учасницями однакових правил щодо контролю за експортом над товарами, що можуть бути використані для створення хімічної, біологічної та токсинної зброї, у тому числі агентів та прекурсорів цієї зброї. Держави-учасниці цієї неформальної групи співпрацюють в питаннях підтримки та розвитку національних систем експортного контролю. Метою цієї співпраці є запобігання подальшому поширенню експорту товарів, що можуть бути використані або переключені на застосування в програмах створення хімічної, біологічної або токсинної зброї.

## Мета та принципи
Головною метою основних принципів діяльності Групи стало завдання обмежити ризики розповсюдження хімічної, біологічної та токсинної зброї та тероризму з її використанням шляхом контролю за передачами товарів, що можуть бути використані для створення такої зброї. Юридичною основою встановлення такого контролю стали відповідні положення статті І Конвенції про хімічну зброю (КХЗ) та статті ІІІ Конвенції про біологічну зброю (КБТЗ), а також резолюції ООН, що мають відношення до цієї проблеми.
Основні принципи діяльності Групи жодним чином не перешкоджають міжнародної торгівлі у хімічній та біологічній сфері, якщо така торгівля не сприяє діяльності, пов'язаній з хімічною або біологічною зброєю.
Основні принципи діяльності Групи застосовуються державами-учасницями через прийняття відповідного національного законодавства. Таке національне законодавство повинно мати як процедури здійснення експортного контролю, так і мати санкції за порушення такого законодавства. Ці принципи застосовуються до кожного випадку передач товарів, що визначені у списках Групи.
Відповідно до Основних принципів, національні органи держав-учасниць повинні проявляти пильність під час розгляду заяв на експорт товарів, що визначені у списках АГ. У таких передачах повинно бути відмовлено, якщо на підставі усієї інформації, що має держава-учасниця, національні органи дійдуть до висновку, що отримувач має намір використання товарів, що контролюються АГ, у програмах з хімічної чи біологічної зброї, або має намір використання таких товарів у терористичних цілях з використанням хімічної чи біологічної зброї (ХБЗ).
Під час розгляду заяв про експорт товарів, що контролюються АГ, національні органи повинні взяти до уваги та здійснити оцінку таких головних факторів, як:
- усієї наявної інформації щодо розповсюдження ХБЗ та тероризму з його використанням, а також участі сторін отримувача та споживача у незаконній діяльності з ХБЗ;
- дійсної наявності у державі-отримувачі потенціалу та цілей, пов'язаних з «мирною» діяльністю у хімічній та біологічній галузях;
- наявності достатнього обсягу гарантії кінцевого споживача та держави-отримувача, у тому числі гарантії, що пов'язані із реекспортом товарів;
- наявність та ефективність системи експортного контролю у державі-отримувачі товарів та участь цієї держави у діяльності КХЗ та КБТЗ.

Відносно «загального» режиму експортного контролю у сфері нерозповсюдження хімічної та біологічної зброї слід врахувати, що усі держави, що входять до режиму АГ, підписали й ратифікували КХЗ та КБТЗ. Саме тому «загальний» режим експортного контролю у сфері нерозповсюдження хімічної та біологічної зброї охоплюється правилами, процедурами та принципами, що викладені у зазначених конвенціях (включаючи списки, що визначені КХЗ), а також правилами, процедурами та принципами, що прийняті державами-членами АГ.

## Учасники
Всі держави-учасниці Австралійської групи є Сторонами Конвенції про заборону розробки, виробництва, накопичення та застосування хімічної зброї та про її знищення (КХЗ) та Конвенції про заборону розробки, виробництва та накопичення бактеріологічної (біологічної) і токсинної зброї та про її знищення (КБТЗ). Зазначені Конвенції юридично зобов'язують всіх держав-учасниць, крім іншого, не робити будь-якого сприяння в розробці та виробництві хімічної, бактеріологічної (біологічної) та токсинної зброї будь-де. Держави-учасниці підтвердили, що центральну роль, у цьому контексті, відіграють національні системи експортного контролю.
Держави-члени АГ узгодили Основні (керівні) принципи діяльності Групи та низку Списків, що визначають хімічні прекурсори, біологічні речовини, хімічне та біологічне устаткування подвійного використання, а також відповідні технології. Держави-учасниці взяли на себе політичні зобов'язання забезпечити національний контроль над експортом зазначеної продукції.
Держави-учасниці АГ забезпечують контроль за передачами товарів, що не включені у списки, за правилами «всеохопного контролю», які також застосовуються і в інших міжнародних режимах експортного контролю. Такі правила передбачають застосування дозвільної системи експортного контролю у випадках, коли експортер проінформований державними органами про те, що товари, які він має намір експортувати, можуть бути призначені для використання у діяльності, пов'язаній з ХБЗ. Ці правила також передбачають застосування дозвільної системи експортного контролю у випадках, коли експортер обізнаний будь-яким іншим чином про те, що товари, які він має намір експортувати, можуть сприяти діяльності, пов'язаній з ХБЗ.
Станом на квітень 2012 року участь у міжнародному режимі експортного контролю Австралійська група беруть 40 держав, а саме: Австралія, Австрія, Аргентина, Бельгія, Болгарія, Велика Британія, Греція, Данія, Естонія, Ісландія, Ірландія, Іспанія, Італія, Канада, Кіпр, Латвія, Литва, Люксембург, Мальта, Нідерланди, Німеччина, Нова Зеландія, Норвегія, Польща, Португалія, Республіка Корея (Південна), Румунія, Словаччина, Словенія, Сполучені Штати Америки, Туреччина, Угорщина, Україна, Фінляндія, Франція, Хорватія, Чехія, Швейцарія, Швеція, Японія.
Крім зазначених держав-членів АГ такі держави, як Ізраїль та Пакистан, також взяли на себе зобов'язання виконувати вимоги цього режиму.

## Україна в Австралійській групі
Україна набула членства у режимі АГ у 2005 році, але національний контроль за товарами «хімічного» та «біологічного» напрямку здійснюється в Україні, починаючи з 1993 року, а починаючи з 1997 року, на національному рівні впроваджено правила та списки, рекомендовані АГ.